# M134 (vuurwapen)

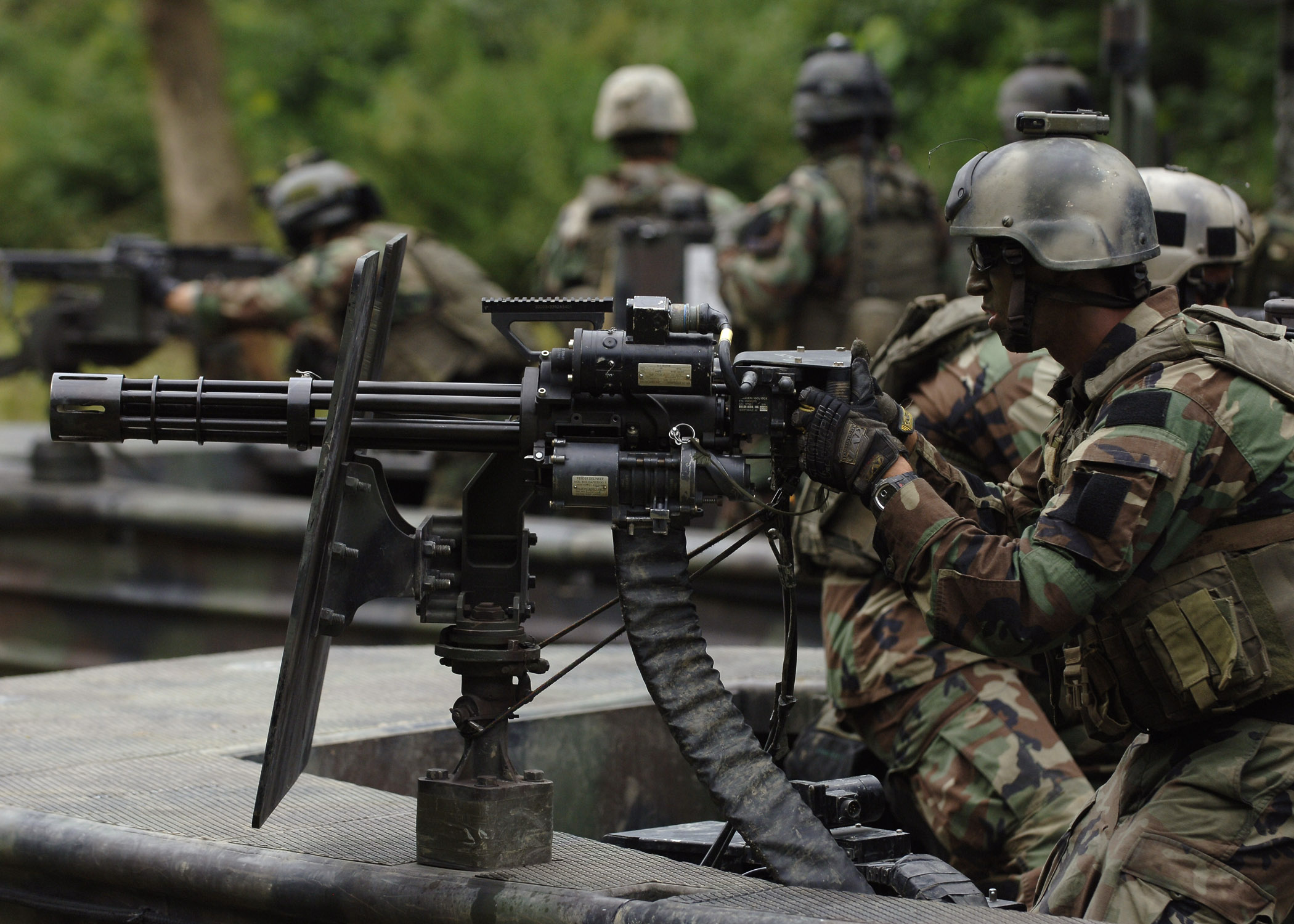
Een GAU-17 A

De M134, ook bekend als minigun, is een Gatling gun met 6 lopen. Het is een zeer vernietigend wapen dankzij de kracht van de enorme vuursnelheid van 4000 schoten per minuut.

## Karakteristieken
- Fabrikanten: General Electric, Dillon Aero
- Aandrijving: Elektrische motor
- aantal lopen: 6
- lengte: 80 cm (31.5 inch)
- breedte: 30 cm (12 inch)
- Munitie: 7,62 mm (andere aanduidingen: .308 Winchester, .308 NAVO)
- Vuursnelheid: 4000 schoten per minuut
- gewicht stalen versie (Dillon Aero): 29.1 pound
- gewicht titanium versie (Dillon Aero): 20.1 pound
- standaard gewicht: 16 kg (35 pound)
- bereik: 1500 m

## Andere aanduidingen
- GAU-2 A/B voor US luchtmacht
- GAU-17 A voor US zeemacht
- XM-53 als geschuttoren bij Lockheed AH-56A Cheyenne
- XM-64 als geschuttoren bij AH-1 G en S Cobra

## Gebruik
- boordgeschut van helikopter (vb. UH-1 Huey)
- gondel van aanvalshelikopter (vb. AH-1 Cobra)
- gondel van aanvalsvliegtuig (vb. OV-10 Bronco)
- geschut gunship (vb. AC-47 Spooky en AC-130 Spectre)